# شاي الحليب البورمي
شاي الحليب البورمي هو مشروب شاي من ميانمار (بورما)، يُصنع تقليديًا بالشاي الأسود المخمر والحليب (عادةً الحليب المبخر والحليب المكثف). يُستهلك شاي الحليب البورمي بشكل شائع في محلات الشاي، مرافقًا للوجبات الخفيفة مثل الفطائر والحلويات البورمية المسماة مونت.

## التاريخ

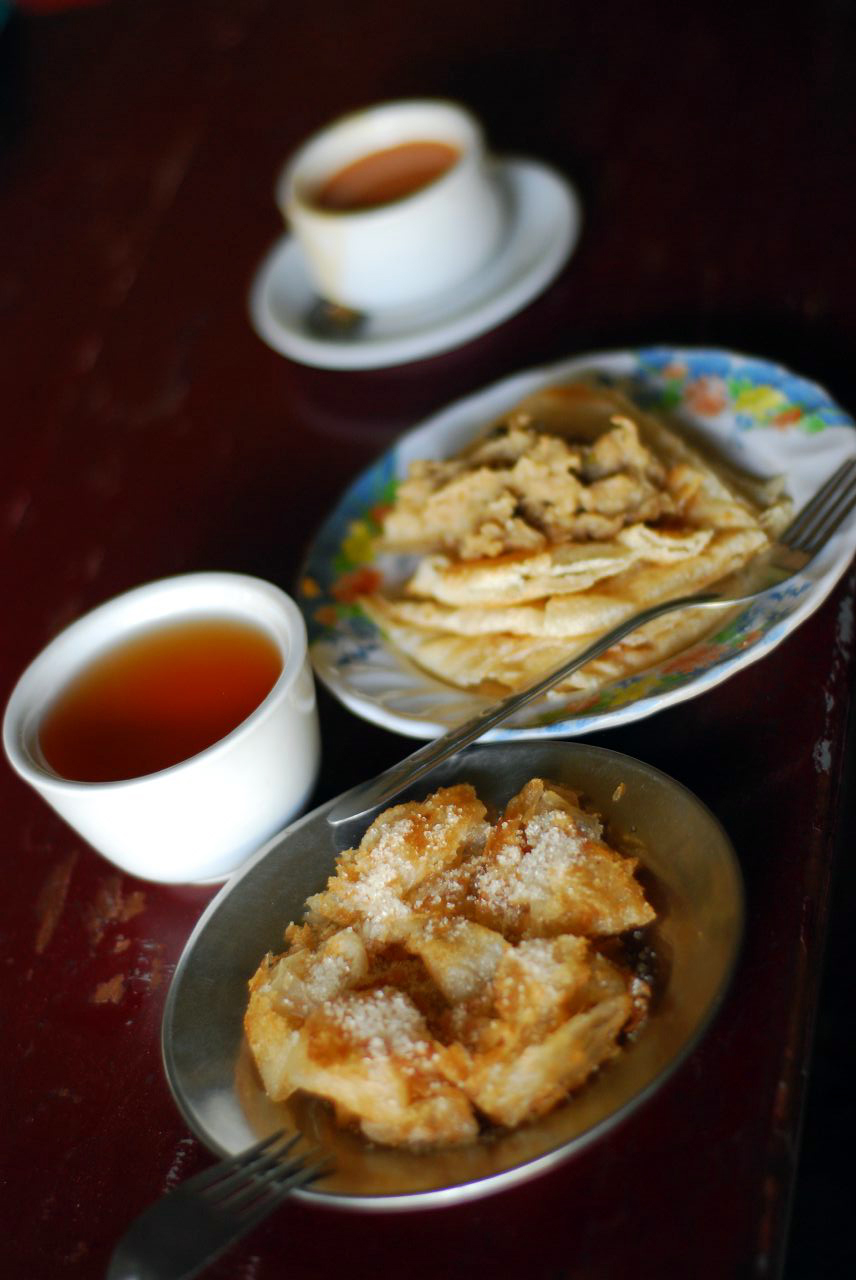
البراتا تقدم مع الشاي الأخضر والشاي بالحليب في أحد بيوت الشاي البورمية

تتمتع ميانمار بثقافة شاي عريقة، تنبع من تاريخ طويل من زراعة الشاي في ما يعرف الآن بميانمار العليا. في العصور ما قبل الاستعمارية، كان الناس يشربون الشاي الأخضر بشكل أساسي، والذي لا يزال يشكل مشروبًا أساسيًا في محلات الشاي والمطاعم البورمية التقليدية على حد سواء.

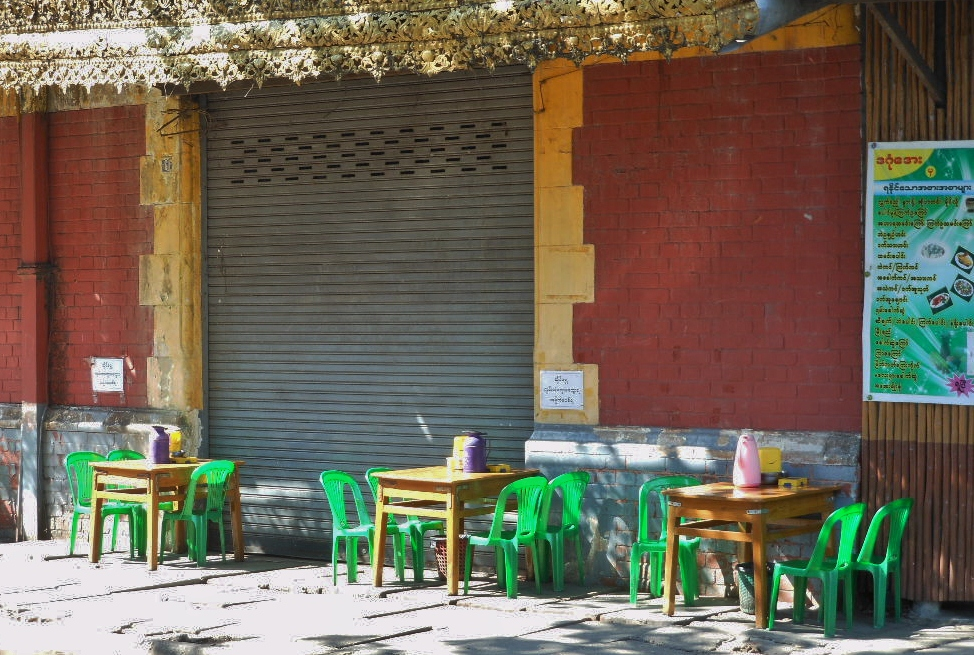
محل شاي في وسط مدينة يانجون

أثناء الحكم البريطاني لبورما، أصبحت بورما جزءًا من الهند البريطانية، منذ أواخر القرن التاسع عشر، توافد المهاجرون الهنود إلى المدن الكبرى حيث أسسوا متاجر عامة تسمى "كاكا هساينج"، والتي كانت تقدم أيضًا الشاي بالحليب وتطورت في النهاية إلى متاجر شاي.
تحضر شاي الحليب باستخدام الشاي المخمر والحليب الطازج المبخر والسكر، على غرار شاي الحليب الهندي.

## المكونات

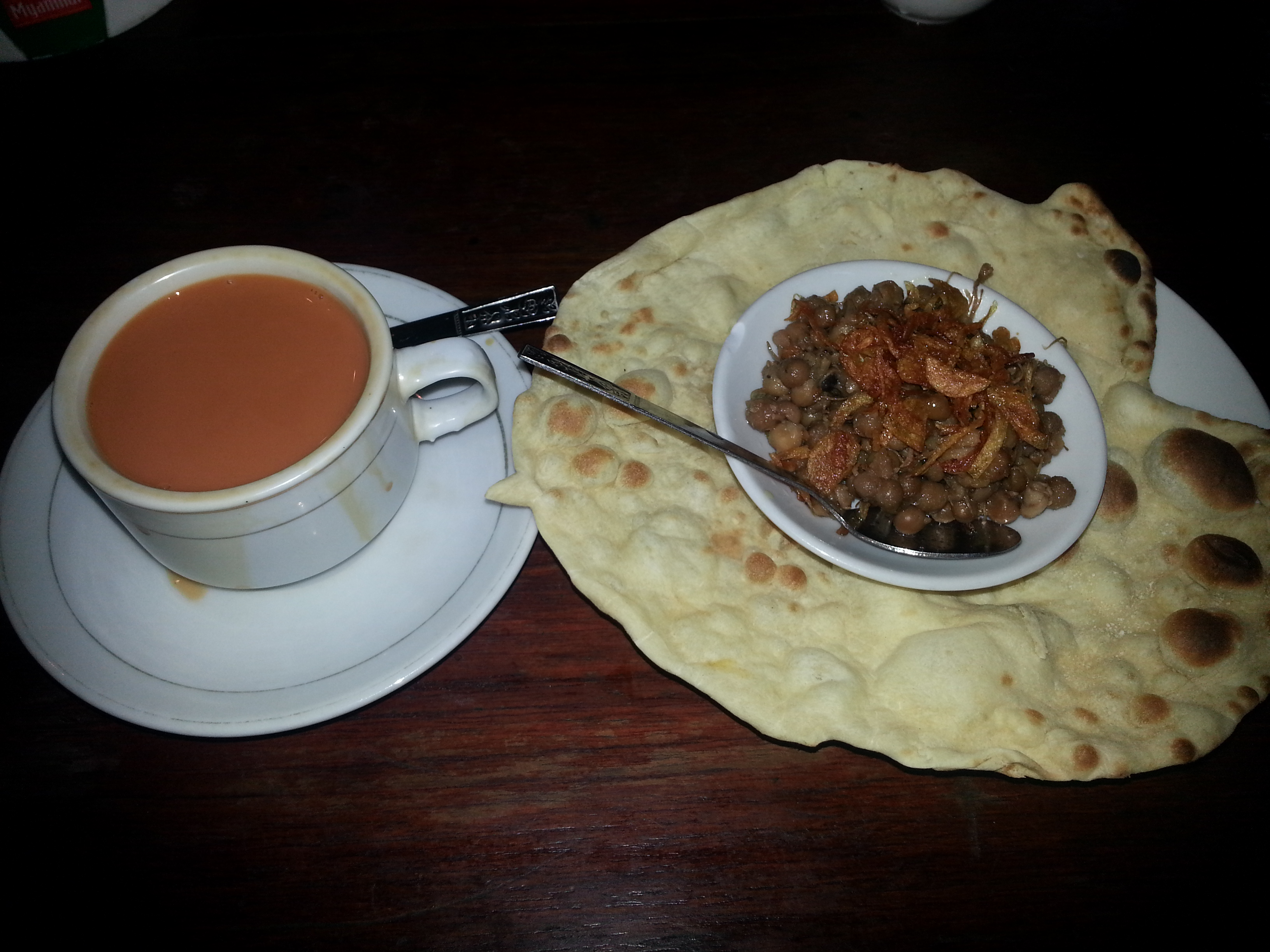
شاي الحليب البورمي يقدم مع خبز النان والبازلاء المطهوة على البخار، وهي وجبة خفيفة شائعة وقت تناول الشاي

يصنع شاي الحليب البورمي بتخمير الشاي الأسود المخمر، والذي يسمى أكيا ياي أو أفان ياي، وإضافة الحليب المبخر، والحليب المكثف، على غرار شاي الحليب على طريقة هونج كونج، وفي بعض الأحيان يضاف الحليب الطازج أو الكريمة (المعروفة باسم مالاي في البورمية) وسكر القصب كخيار إضافي أو كبديل للمكونات.

## التحضير
يصنع شاي الحليب البورمي في الأساس بتخمير أوراق الشاي الأسود جيدا، حيث تغلى في الماء مع قليل من الملح لمدة تتراوح بين 15 و30 دقيقة، ثم يمزج مع الحليب المبخر والمكثف، ويُسحب بطريقة مماثلة للتي تستخدم في شاي تيتاريك، وذلك لعمل طبقة رغوية ولتبريد المشروب.

## الأصناف

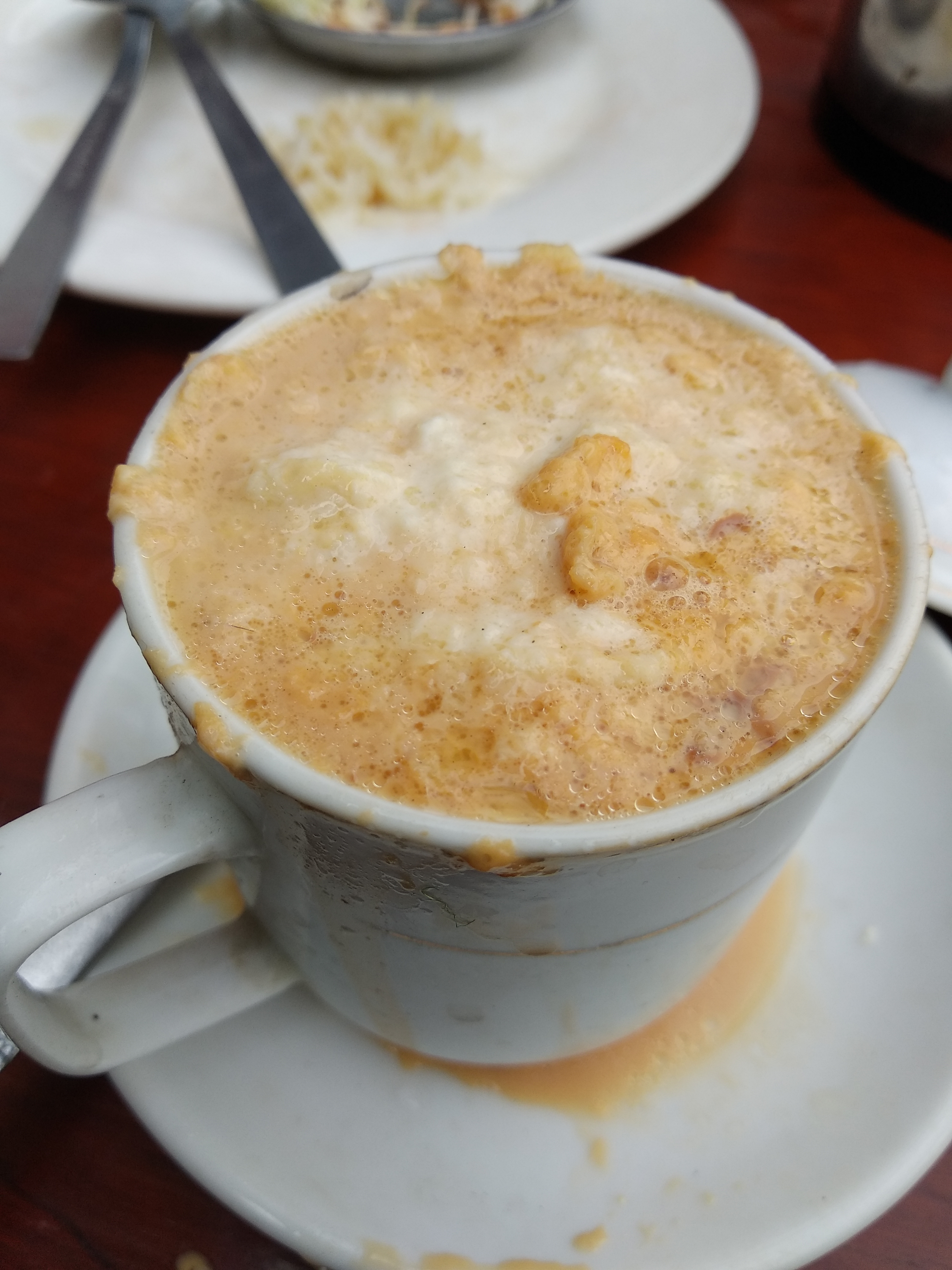
كوب من الشاي السيلاني

يُحضّر شاي الحليب البورمي تقليديًا حسب الطلب، وبنسبة مخصصة من الشاي إلى الحليب وفق التفضيلات الفردية. يوجد أكثر من عشرين نوعًا. ومن أصناف شاي الحليب البورمي:

### العادي
تسمى الأصناف القياسية بون همان، وتكون بنسب 5:1:1 للشاي المخمر والحليب المبخر والحليب المكثف.

### القابض
وهي الأصناف التي تكون عادة أقوى من الأصناف العادية من خلال تقليل كمية الحليب المبخر والمكثف و/أو زيادة كمية الشاي الأسود.

### الغني
وهي الأصناف التي عادة ما يتم إثرائها بالمزيد من الحليب المبخر، مقارنة بالأصناف العادية.

### الحلو
تسمى الأصناف الحلوة وهي التي عادة تكون محلاة بمزيد من الحليب المكثف، مقارنة بالأصناف العادية.